# Alejandra Lara
Alejandra «Azul» Lara (Medellín, 4 d'agost de 1994) és una lluitadora colombiana d'arts marcials mixtes, actualment treballant per a Bellator MMA. L'agost de 2019, va protagonitzar el videoclip de la cançó «Heridas» del grup colombià de hardcore punk Sector 99.

## Carrera professional en arts marcials mixtes

### Començaments
Lara va debutar el 10 de desembre de 2011 a l'Extreme Combat MMA Senshi Ki 1 contra Mónica León, guanyant el combat en el primer assalt per knockout. Abans de signar amb Bellator MMA, posseïa un rècord de sis victòries i una derrota.

### Bellator MMA
Lara va debutar a Bellator 190 el 9 de desembre de 2017 convertint-se en la primera colombiana a debutar en aquesta competició. Va derrotar a Lena Ovchynnikova via submissió en el tercer assalt. El febrer de 2018, Bellator va anunciar una extensió del seu contracte.
En el seu segon combat, Lara va enfrontar a Ilima-Lei Macfarlane a Bellatro 201 el juny de 2018 pel Campionat Femení de Pes Mosca. Va perdre el combat per submissió en el tercer assalt.
En el seu tercer combat es va enfrontar a la brasilera invicta Juliana Velásquez a Bellator 212 el 14 de desembre de 2018. Va perdre la baralla via decisió unànime.

## Rècord en arts marcials mixtes
| Resultat | Rècord | Oponent               | Mètode                       | Esdeveniment                                   | Data                   | Ronda | Temps | Localització           | Notes                                  |
| -------- | ------ | --------------------- | ---------------------------- | ---------------------------------------------- | ---------------------- | ----- | ----- | ---------------------- | -------------------------------------- |
| Derrota  | 7–3    | Juliana Velásquez     | Decisió (dividida)           | Bellator 212                                   | 14 de desembre de 2018 | 3     | 5.00  | Honolulu, Hawaii       |                                        |
| Derrota  | 7–2    | Ilima-Lei Macfarlane  | Submissió (armbar)           | Bellator 201                                   | 29 de juny de 2018     | 3     | 3.55  | Califòrnia             | Per el Campionat Pes Mosca de Bellator |
| Victòria | 7–1    | Lena Ovchynnikova     | Submissió (rear-naked choke) | Bellator 190                                   | 9 de desembre de 2017  | 3     | 4.09  | Florència              |                                        |
| Victòria | 6–1    | Lina Franco Rodríguez | Submissió (rear-naked choke) | Empire Sports Marqueting Colòmbia vs The World | 13 de febrer de 2016   | 2     | 2.32  | Bogotà                 |                                        |
| Victòria | 5–1    | Janeth Alvarado       | TKO (retir)                  | Cage Fight Nights MMA League 6                 | 5 de setembre de 2015  | 1     | 5.00  | Zapopan, Jalisco       |                                        |
| Derrota  | 4–1    | Sabina Mazo           | Decisió (unànime)            | Striker Fighting Championship 18               | 26 de març de 2015     | 3     | 5.00  | Barranquilla, Atlàntic |                                        |
| Victòria | 4–0    | Paola Calderón        | Submissió (armbar)           | Striker Fighting Championship 12               | 13 de novembre de 2013 | 1     | 0.35  | Bogotà                 |                                        |
| Victòria | 3–0    | Paola Calderón        | Decisió (unànime)            | Striker Fighting Championship 9                | 26 de juliol de 2013   | 3     | 5.00  | Bogotà                 |                                        |
| Victòria | 2–0    | María Agüero          | TKO (cops)                   | Professional Fight Club                        | 29 de setembre de 2012 | 1     | 1.03  | Envigado, Antioquia    |                                        |
| Victòria | 1–0    | Mónica León           | TKO (retir)                  | Extreme Combat MMA Senshi Ki                   | 10 de desembre de 2011 | 1     | 2.22  | Rionegro, Antioquia    |                                        |